# 管樂器

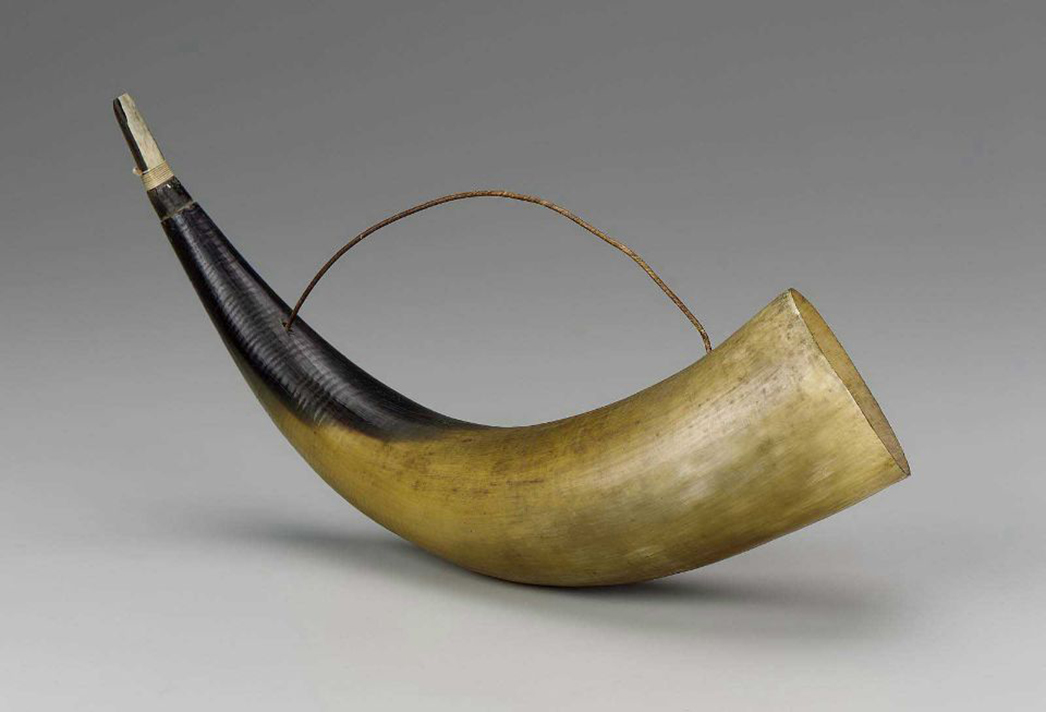
管樂器

管樂器是泛指以管作為共鳴體的樂器。由吹奏者吹氣或振唇，借由吹口裝置帶動管內空氣震動發聲。音的高低取決於管身的長度控制。

## 管樂器的種類
管樂器包括以下兩種
- 木管樂器
- 銅管樂器

銅管樂器最初以金屬制作，而木管樂器則是以木為材料。但制作樂器的材料並非必然。例如木管樂器薩克斯風通常以金屬制作，但因為它以簧片發聲而歸類為木管樂器。

## 西方古典音樂乐器

### 木管樂器
- (Recorder)
- 短笛(Piccolo)
- 长笛 (Flute)
- 单簧管(Clarinet)
- 双簧管(Oboe)
- 低音管(Bassoon)
- 萨克斯管 (Saxophone)
- 英國管

### 銅管樂器
- 小號(Trumpet)
- 短號(Cornet)
- 柔音號(Flügelhorn)
- 法國號(French Horn)
- 中音號(Alto Horn)
- 行進圓號(Mellophone)
- 次中音號(Wagner Tuba)
- 長號(Trombone)
- 上低音號(Baritone/Euphonium)
- 低音號(大號)(Tuba)
- 蘇沙號(Sousaphone)
- 蛇形號
- 音吼大號

## 中国民族乐器
- 笙
- 芦笙
- 笛
- 管子
- 巴乌
- 唢呐
- 箫
- 篳篥
- 埙
- 篪
- 尺八

## 西方民族乐器
- 杜讀管
- 口琴
- 鼻笛-口腔驅動型
- ［鋼琴］